# Nuk mjafton
Nuk mjafton (svenska: det är inte tillräckligt) är en låt på albanska framförd av sångerskan Aurela Gaçe.
Med låten ställde Gaçe år 1994, vid 19 års ålder, upp i Festivali i Pranverës (svenska: vårfestivalen) på Radio Televizioni Shqiptar. Hon deltog i finalen av tävlingen och utsågs där till vinnare av tävlingen. Vinsten blev Gaçes första seger i en av de större albanska musikfestivalerna.